# Diego Luis de San Vitores
Diego Luis de San Vitores Alonso (Burgos, 13 novembre 1627 – Tumon, 2 aprile 1672) è stato un presbitero e gesuita spagnolo, missionario sull'isola di Guam, dove fu assassinato dagli indigeni. Papa Giovanni Paolo II ne ha riconosciuto il martirio e lo ha beatificato il 6 ottobre 1985.

## Biografia
Di nobile famiglia spagnola, entrò nella Compagnia di Gesù nel 1640 e fu ordinato sacerdote nel 1651.
Fu inviato prima in Messico, poi nelle isole Filippine, dove giunse nel 1662. Nel 1668, insieme con alcuni confratelli, fondò la missione delle isole Marianne e svolse il suo apostolato soprattutto a Guam, dove ottenne numerose conversioni al cattolicesimo.
Fu assassinato dagli indigeni nel 1672 insieme con il catechista filippino Pietro Calungsod, suo compagno di missione.

## Il culto
Fu beatificato da papa Giovanni Paolo II il 6 ottobre 1985; nella stessa cerimonia, celebrata nella basilica di San Pietro in Vaticano, furono elevati all'onore degli altari anche i gesuiti José María Rubio Peralta e Francisco Gárate.
Il suo elogio si legge nel Martirologio romano al 2 aprile.